# Antolin (Biała Podlaska)
Pour les articles homonymes, voir Antolin.
Antolin (prononciation : [anˈtɔlʲin]) est un village polonais de la gmina de Konstantynów (Lublin) dans le powiat de Biała Podlaska de la voïvodie de Lublin dans l'est de la Pologne.
Il se situe à environ 25 kilomètres au nord de Biała Podlaska (siège du powiat) et 119 kilomètres au nord de Lublin (capitale de la voïvodie).
Le village compte approximativement une population de 140 habitants.

## Histoire
De 1975 à 1998, le village est attaché administrativement à la voïvodie de Biała Podlaska.

Depuis 1999, il fait partie de la voïvodie de Lublin.